# 昂德拉
昂德拉（法語：Andelat，法語發音：[ɑ̃dla]）是法国康塔尔省的一个市镇，位于该省北部偏东，属于圣弗卢尔区。

## 地理
昂德拉（45°3'38"N, 3°3'41"E）面积21.05 平方千米，位于法国奥弗涅-罗讷-阿尔卑斯大区康塔爾省，该省份为法国中南部省份，位于法國中央高原中心，北起科雷兹省、上盧瓦爾省和多姆山省，西接洛特省和科雷兹省，南至阿韦龙省和洛特省，东临上盧瓦爾省和洛泽尔省。
与昂德拉接壤的市镇（或旧市镇、城区）包括：科尔蒂讷、科朗、罗菲亚克、圣弗卢尔、塔利扎。
昂德拉的时区为UTC+01:00、UTC+02:00（夏令时）。

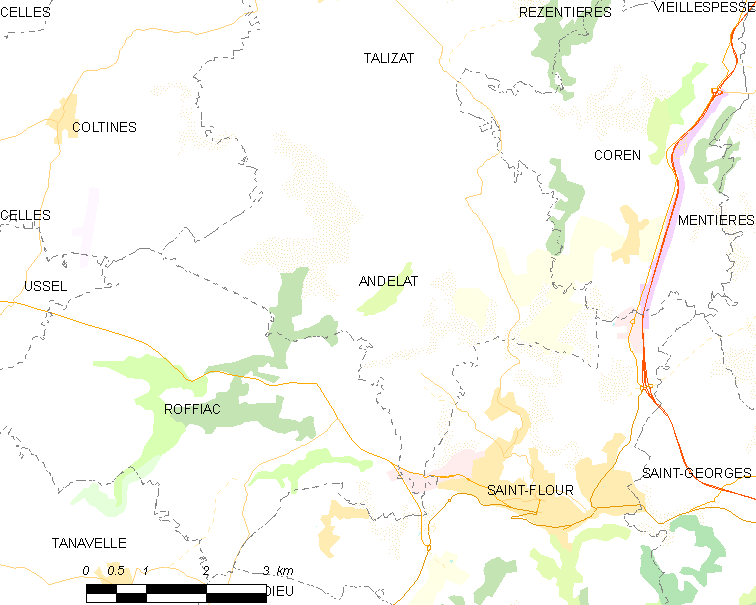
昂德拉的OSM定位图

## 行政
昂德拉的邮政编码为15100，INSEE市镇编码为15004。

## 政治
昂德拉所属的省级选区为圣弗卢尔第一县。

## 交通
康塔尔省省道D40线、D140线、D404线和D679线经过境内。

## 人口

1962-2008年间昂德拉人口变化图示

昂德拉于2022年1月1日时的人口数量为474人。